# 朱厚燿
崇恭王朱厚燿（1501年—1537年），是崇靖王朱祐樒嫡第一子，明朝第三代崇王。朱厚燿於正德九年（1514年）襲封崇王。他在位二十三年，在嘉靖十六年（1537年）過世，諡號恭，兩年後由其子朱載境嗣位。